# نیوون‌هاخن
نیوون‌هاخن (به هلندی: Nieuwenhagen) یک روستا در هلند است که در Landgraaf واقع شده‌است. نیوون‌هاخن ۹٬۴۰۰ نفر جمعیت دارد.